# Lugnås socken
Lugnås socken i Västergötland ingick i Kinne härad, ingår sedan 1971 i Mariestads kommun och motsvarar från 2016 Lugnås distrikt.
Socknens areal är 50,45 kvadratkilometer varav 48,57 land. År 2000 fanns här 581 invånare. Sockenkyrkan Lugnås kyrka ligger i socknen i Lugnås kyrkby. Tätorten Lugnås ligger i inte i Lugnås socken utan i Björsäters socken, söder om kyrkbyn Björsäter.

## Administrativ historik
Socknen har medeltida ursprung. 
Vid kommunreformen 1862 övergick socknens ansvar för de kyrkliga frågorna till Lugnås församling och för de borgerliga frågorna bildades Lugnås landskommun. Landskommunen utökades 1952 och uppgick 1971 i Mariestads kommun. Församlingen utökades 2006.
1 januari 2016 inrättades distriktet Lugnås, med samma omfattning som församlingen hade 1999/2000.  
Socknen har tillhört län, fögderier, tingslag och domsagor enligt vad som beskrivs i artikeln Kinne härad. De indelta soldaterna tillhörde Skaraborgs regemente, Höjentorps kompani och Västgöta regemente, Vadsbo kompani.

## Geografi
Lugnås socken ligger öster om Kinnekulle och sydväst om Mariestad kring Lugnåsberget. Socknen är en skogsbygd med inslag av odlingsbygd.

## Fornlämningar
Lämnad från järnåldern finns en fornborg.

## Namnet
Namnet skrevs 1354 Lugnas och kommer från kyrkbyn. Efterleden ås syftar på Lugnåsberget. Förleden kan innehålla lugn, 'ljus (plats)'.